# NGC 3193
NGC 3193 este o galaxie eliptică situată în constelația Leul. A fost descoperită în 12 martie 1784 de către William Herschel. Se află la o distanță de 33,57 de megaparseci de Pământ.